# 燕之屋
廈門燕之屋燕窩產業股份有限公司（港交所：1497），简称燕之屋，是中华人民共和国的一家以燕窝为主营业务的公司。该公司于1997年由黄健创立，总部位于福建省厦门市。燕之屋是中國溯源燕窩市場最大的燕窩產品公司:1。

## 历史
燕之屋创始人黄健于1986年毕业于福建师范大学，毕业后担任福建省柘荣县的高中数学教师。1992年，黄健离职下海，到厦门一所韩资帐篷企业担任品质管理部经理，后又担任新加坡遠東機構中国区总经理，往返于中新两国间。在新加坡工作期间，他发现到中国的燕窝产量少，其营养价值也鲜有人知。而中国的燕窝主要在药房销售，限制了燕窝的食用场景。1997年，黄健回国创立一家名为“双丹马”的公司，在厦门当地开展燕窝经营业务，以设立柜台的形式销售。
2002年，燕之屋推出了“专卖店+厨房”的模式，将燕窝制售便利化，推出鲜炖燕窝产品，实现用户“当天下单、当天制作、当天食用”的体验。
2011年，燕窝行业爆发“血燕危机”。尽管此次事件是行业标准缺失导致的一场乌龙，但作为市场领军者的燕之屋遭到了巨大影响，大量门店被迫关停，公司的现金流也大幅缩水。期间，黄健通过变卖家产、抵押贷款，为经销商和消费者提供无条件退款，同时与质监部门沟通，到印尼考察燕窝产业情况，促成行业标准的形成。2012年，燕之屋推出即食碗装燕窝“碗燕”。该产品在自有工厂生产，生产过程历经49道工艺，确保产品质量。这一举措令燕之屋成为市場上率先實現燕窩產品工業化批量生產的公司之一:120，也引领中国燕窝行业踏出了“转危为安”的一步。而后在2014年，由黄健率领起草的供销行业标准《燕窝质量等级》实施，使燕窝产品有了统一标准。翌年，燕之屋生产基地通过国家CNAS实验室认可，2017年获得《BRC食品安全全球标准》认证，获准进入国际市场。与此同时，黄健对企业引入现代管理制度，日常管理工作也交由他人管理。至2016年，燕之屋扭亏为盈，在全国155座城市共设有线下实体门店600余家，有超过100名代理商，在主要电商平台开设旗舰店。

### 融资与上市
早于2010年，為獲得離岸融資以支持其業務增長及營運資金需求，雙丹馬公司改制为外商独资企业:121，由中国生物营养控股有限公司（CBN）控股:119。2011年，雙丹馬计划在香港交易所上市，然而受当年“血燕危机”的影响，取消了上市计划。2016年和2020年，燕之屋先后进行过两轮融资，投资方为阳明资本、焰石资本、厦门火炬集团、光耀天祥等。
2019年和2021年，燕之屋再次向港交所递交上市申请，但均未获成功。同年4月30日，双丹马股东CBN将其持有的双丹马77.02%股权，以64.67万元的价格转让给黄健。由此双丹马的离岸结构得以拆除:119。
之后燕之屋于2021年末向上海证券交易所提交招股书，拟募资10.19亿元。4个月后，中国证监会对燕之屋发出反馈意见，涉及57个问题，包括信息披露、规范性和其他问题三方面。而燕窝营养价值、食品安全等问题均为重点，证监会要求燕之屋说明相关宣传是否存在虚假宣传等合规风险、公司是否因此受到行政处罚等问题。但燕之屋均未作出相关回应。受反馈意见影响，2022年9月21日，燕之屋撤回A股上市申请。而后，燕之屋再次重启IPO申报。根据厦门证监局2022年12月披露的厦门辖区IPO企业基本信息情况表，燕之屋的审核状态为“辅导备案”，但仍以撤回上市申请为终。
2023年6月12日，燕之屋再次转回港股市场，向港交所递交招股书，拟申请主板上市。招股书透露称，燕之屋之所以选择赴港上市，一方面是因为A股审批程序的不确定性，另一方面是因为在港上市可为其提供一个获取国外资本的国际平台。同年11月，燕之屋通过港交所聆讯。12月12日，燕之屋正式在港交所主板上市，成为中国首个燕窝行业上市公司。

## 业务

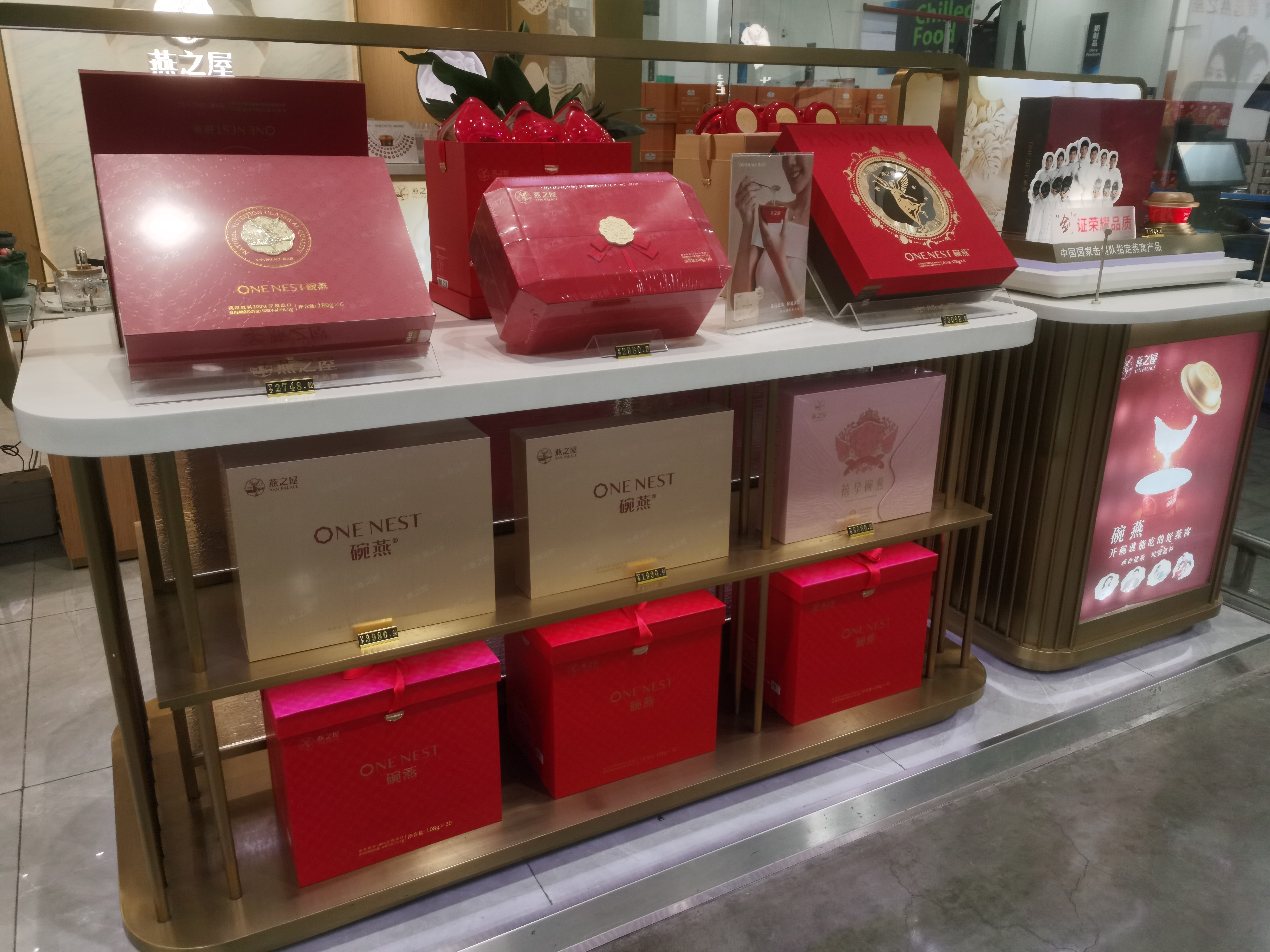
燕之屋碗燕系公司的核心产品

燕之屋以燕窝产品为主营业务，包括純燕窩產品、增强型燕窩產品及周边开发产品等，共有250個SKU（截至2022年），其中純燕窩產品共有194種:143。主要产品如下：
- “碗燕”：碗裝即食燕窩产品，是燕之屋的核心产品。截至2022年共有54個SKU在售，设有9个不同礼盒版本[註 2]，標準價格在每碗人民幣198元至人民幣598元之间[1]:154-156。
- 鮮燉燕窩：该产品採用瓶裝及115攝氏度燉煮工藝生产，保质期稍短。鮮燉燕窩仅在線上独家销售，消费者可按周、月或年购买。截至2022年共有75個SKU在售，分为“環保款”、“冷藏款”和“鮮享裝”，標準價格在每瓶人民幣86元至人民幣249.5元之间[1]:156-157。
- 瓶装傳統燕窩產品系列：分为冰糖官燕（線下独家销售）、花漾城堡系列和悅 • 享零糖燕窩（后两者均为线上独家销售）三个产品，截至2022年共有35個純燕窩SKU在售，標準價格在每瓶人民幣66.3元至人民幣169.9元之间[1]:158。
- 乾燕窩產品系列：分为4A級完整燕窩、6A級完整燕窩、即燉乾燕窩（均为線下独家销售）和中國紅（线上独家销售）四个产品，截至2022年共有35個純燕窩SKU在售，標準價格在每克人民幣28元至人民幣88元之间[1]:159-160。
- 增强型燕窩產品：包括“碗燕－元氣款”（線下独家销售）、“人參冰糖官燕”和“晚安小藍瓶”（后两者均为线上独家销售），截至2022年共有22個SKU在售[1]:161。

此外，凭借在产品研发中积累的对燕窝有效活性成分提取物的广泛研究，燕之屋还推出有燕窩粥、燕窩冰晶粽、燕窩紅參精華飲、燕窩面膜等产品，以进一步延伸燕窝产业价值链:162。

### 经营概况

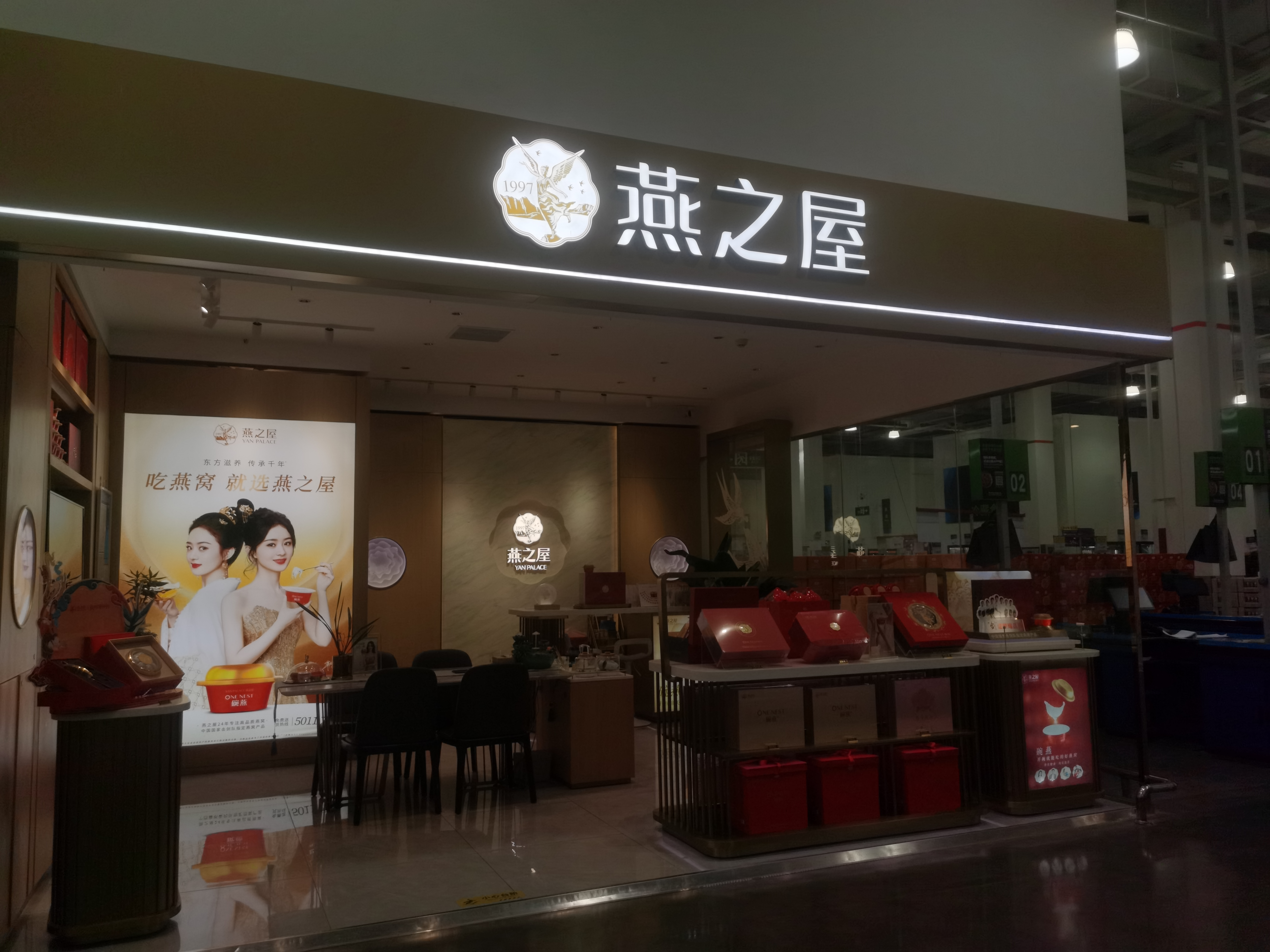
江苏省苏州市一家燕之屋专卖店

根据弗若斯特沙利文资料，自2020年到2022年，按零售额计算，燕之屋已连续三年为全球最大的燕窝产品公司，2022年的全球市场份额达到4.1%；按2022年的零售额计算，燕之屋在中国燕窝市场排名第一，市场份额为5.8%，在中国大陆燕窝市场的主要竞争对手为主攻线上的小仙炖。2020年、2021年和2022年，燕之屋的纯燕窝产品收入分别约为12.54亿元、14.42亿元和16.38亿元，其中碗燕的贡献占比最高，其次为鲜炖燕窝。公司在廈門、上海松江区和甘肃广河县设有工厂，按總建築面積算，燕之屋中國最大的燕窩產品生產基地。其中厦门工厂生产所有产品，上海工厂专门生产鮮燉燕窩，廣河工厂主要为挑毛程序而設:184。而廣河工厂是厦门火炬高新区与广河县东西部扶贫协作项目之一，于2019年10月17日启用，绝大多数员工系建档立卡贫困户。该项目为当地居民提供就业机会，从而实现脱贫。
截至2023年5月31日，燕之屋拥有705家专卖店，其中自营门店91家，由经销商运营的专卖店有614家:163，并在京東、天貓、抖音等電商或社交媒體平台上擁有23家自營網店及13家經銷商網店:166。燕之屋长期以来依靠投放广告营销，在電視、廣播及廣告牌等傳統渠道開展廣告活動，另在電商及社交媒體平台亦有推广活动:181。2008年，燕之屋签约演员刘嘉玲成为代言人，在名人效应下开始扩大广告投放；之后在2018年、2022年先后签约林志玲和赵丽颖成为代言人。2024年签约巩俐成为新一任代言人，之后又签约王一博成为代言人，以拓展年轻群体市场。2025年，燕之屋推出面向男性的燕窝产品“总裁燕窝”，由企业家王石担任代言人。另外公司还与中國國家擊劍隊合作，成为其官方燕窩產品供應商:181。而该公司在研发上的投入偏低，2020年、2021年及2022年的研发开支分别为1700万元、1900万元及2430万元。到2024年的全年研发开支为2854万元，但仍远低于6.7亿元的营销开支。

## 荣誉
该公司先后获得过中国驰名商标（2011年）、福建省改革開放40年食品工業突出貢獻企業（2019年）、廈門市龍頭骨幹民營企業（2022年）等荣誉称号:204。因在脱贫攻坚战中的贡献，2021年5月14日，燕之屋被中共福建省委、福建省人民政府授予“福建省脱贫攻坚先进集体”荣誉称号。